# Ol'doj
L'Ol'doj (in russo Ольдой?), nel corso superiore Bol'šoj Ol'doj (Большой Ольдой) è un fiume dell'Estremo Oriente russo, affluente di sinistra dell'Amur. Scorre nei rajon Tyndinskij e Skovorodinskij dell'Oblast' dell'Amur. 
La sorgente del fiume si trova alle pendici meridionali della catena Černyšëva (хребет Чернышёва). Nel corso superiore, la valle del fiume è stretta, i pendii sono ripidi, vi sono delle paludi. Dopo la confluenza con il Malyj Ol'doj (lungo 128 km), il fiume prende il nome di Ol'doj. La Ferrovia Bajkal-Amur lo attraversa, la valle si allarga, compaiono laghi, canali e secche. Il canale è tortuoso, la corrente è lenta. Sfocia nell'Amur a 2 681 km dalla foce. La lunghezza del fiume è di 287 km, l'area del bacino è di 9 970 km².